# Unió d'Escriptors Iraquians
La Unió d'Escriptors Iraquians, oficialment Unió General per als Lletraferits i Escriptors a l'Iraq (àrab: الاتحاد العام للأدباء والكتاب في العراق, al-Ittiḥād al-ʿĀm li-l-Udabāʾ wa-l-Kuttāb fī l-ʿIrāq), és una ONG cultural i professional sense ànim de lucre dedicada als afers literaris iraquians. Fundada el 1959 a Bagdad, durant la República de l'Iraq (1958–68) i amb la seu central a la Plaça d'al-Àndalus, té sucursals a les diferents províncies del país.

## Fundació
El 7 de maig de 1959, es va elegir el primer òrgan administratiu de la unió mitjançant el vot secret. Així doncs, Muhammad Mahdi al-Jawahiri va esdevenir-ne el president, i Salah Khalis el secretari general.
El 1980 es va fundar una entitat similar, The Union of Iraqi Writers for Democracy in Exile, que va promoure Fadhil al-Azzawi i que li va comportar la retirada del passaport i la confiscació de la seva casa de Bagdad.

## Presidents
- 1959 - 1980: Muhammad Mahdi al-Jawahiri.
- 1980 - 1986: Hamid Said Hadi.
- 2003 - 13 de maig de 2016: Alfred Semaan Al-Maqdisi.
- 13 de maig de 2016 - 28 d'agost de 2019: Ibrahim Al-Khayat.